# Jimmy Tremeer
Jimmy Tremeer (Leonard Francis Tremeer; Barnstaple, 1 de agosto de 1874 - Guildford, 21 de octubre de 1951) fue un medallista olímpico de bronce en los 400 metros con vallas en los Juegos Olímpicos de Londres 1908. Compitió por el equipo del Reino Unido de Gran Bretaña e Irlanda.
Tremeer no tuvo competencia en la primera ronda, ganando por walkover. Para la segunda ronda, se enfrentó a su compañero de equipo G. Burton, quien no terminó la carrera. En la final, Tremeer compitió contra dos estadounidenses que habían logrado establecer nuevos récords olímpicos en las dos primeras rondas del evento. A mitad de la carrera, se hizo evidente que Tremeer no tenía ninguna posibilidad. Terminó tercero con 57,0 segundos, un tiempo que de todos modos fue más rápido que el mejor tiempo logrado antes de los Juegos Olímpicos de Londres 1908.